# Гражданское достоинство
Гражданское достоинство — общероссийское общественное движение, основанное в марте 2001 года. С 2013 года по 2016 года являлось одним из крупнейших аккредитованных грантооператоров, распределяющих президентские гранты среди социальных некоммерческих организаций. Основатель и лидер движения — Элла Памфилова. С 29 марта 2014 года главой движения избран Павел Иванович Вдовиченко, исполнительным директором - Андрей Викторович Комаров.

## Описание
«Гражданское достоинство» было образовано на основе общественно-политического движения «За гражданское достоинство», созданного в 1998 году. Среди заявленных целей движения: содействие формированию гражданского общества, оказание поддержки усилиям по сохранению и развитию науки, культуры, образования и здравоохранения на территории Российской Федерации и другие.
По информации на сайте движения, «Гражданское достоинство» имеет отделения в 49 регионах России. По состоянию на февраль 2014 года, в президиум движения входило 13 человек.
Основателем и лидером движения является  Элла Памфилова. 29 марта 2014 года конференцией Движения, в связи приостановлением полномочий Эллы Александровны Памфиловой, обусловленным её назначением на пост уполномоченного по правам человека в России, временно исполняющим обязанности Председателя Движения избран Павел Иванович Вдовиченко На должность главы движения претендовала также Мария Слободская, глава фонда Института проблем гражданского общества.
«Гражданское достоинство» является одним из семи аккредитованных грантооператоров, распределяющих государственные гранты. Договорённость о финансировании правозащитных НКО через независимого оператора (которым было выбрано ООД «Гражданское достоинство») была достигнута в июле 2013 года между президентом Владимиром Путиным и представителями правозащитных организаций. По словам главы президентского совета по правам человека Михаила Федотова, «Гражданское достоинство» призвано обеспечить «прозрачность и конкурентный принцип распределения денег». К декабрю 2013 года через «Гражданское достоинство» была распределена основная сумма грантов — 200 миллионов рублей, выданных 124 проектам. В 2014 году «Гражданское достоинство» распределило 500 миллионов рублей. В апреле 2015 года движение получило для распределения на гранты 528,5 миллионов рублей в категориях «защита прав и свобод человека», «защита социально-экономических прав трудящихся».
По утверждению Натальи Таубиной, руководителя Правозащитного фонда «Общественный вердикт», с того момента, как распределением грантов для правозащитников стало заниматься движение «Гражданское достоинство», «мы увидели, что там и процедура принятия решений прозрачная, и критерии очевидные, и всё соответствовало нашему пониманию о том, как нормально проводить конкурсы проектов».

## Основные цели Движения
- Содействие формированию в Российской Федерации гражданского общества;
- Оказание содействия в реализации общенациональных и федеральных программ, направленных на обеспечение социальной, экономической, финансовой, промышленной, экологической и информационной безопасности России;
- Создание условий для свободного развития и самовыражения личности, реализация прав и свобод человека и гражданина;
- Оказание поддержки в решении проблем обеспечения прав и социальной защиты детей.